# Xhafer Ypi
Xhafer bej Ypi (né le 12 janvier 1880 à Starje - mort le 17 décembre 1940 à Starje), est un homme politique albanais, bektashi musulman. Il a été plusieurs fois ministres au début des années 1920, puis un membre important de la cour du roi Zog Ier.

## Biographie
Ses parents ont été Asllan (un propriétaire) et Fetie Zavalani. 
Il a fait ses études dans une université d'Istanbul. 
En 1920-1921, il est ministre de l'Intérieur et ministre de la Justice , et a également occupé le poste de ministre de l'Instruction publique.
En tant que chef du Parti national du peuple (Partia Popullore Kombëtare), il est Premier Ministre au cours de l'année 1922.
Inspecteur en chef de la Cour royale du roi Zog Ier, il préside le Comité d'administration provisoire entre le 9 et le 12 avril 1939, après la fuite du souverain face à l'invasion italienne de l'Albanie. Il devient ensuite ministre de la Justice.
Le 17 décembre 1940, il meurt près de Starje lors d'un bombardement pendant la Guerre italo-grecque.
Xhafer Ypi est l'arrière-grand-père de l'universitaire et écrivaine Lea Ypi.